# Roman Paďouk
ThDr. Roman Paďouk, mnišským jménem Pachomij (Pachómios, 26. března 1973, České Budějovice – 25. července 2015) byl český pravoslavný duchovní a mnich, teolog, religionista a vysokoškolský pedagog.

## Život

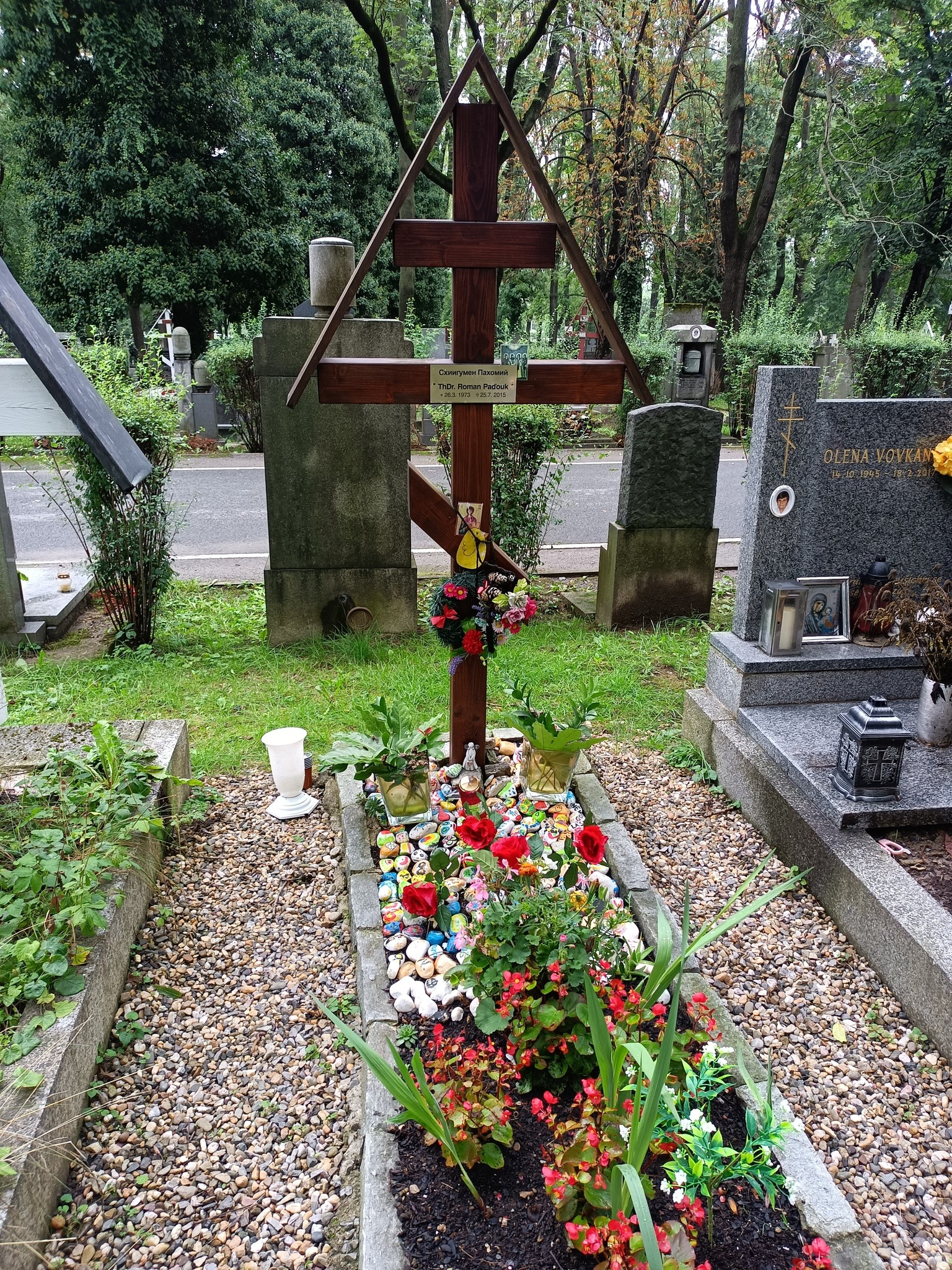
Hrob ThDr. Paďouka na pravoslavném hřbitově v Praze na Olšanech.

Českobudějovický rodák pocházel z ateistické rodiny a k prvním úvahám o víře, potažmo o kněžství, jej přivedla zkušenost se smrtí jeho dědečka, který jej v dětství velmi ovlivnil. Počátkem 90. let 20. století vstoupil do katolického dominikánského řádu. Později z něj zase vystoupil, nějakou dobu se zabýval islámem a po dalším hledání dospěl k přesvědčení, že se nechce zříci Krista a duchovně zakotvil v české pravoslavné církvi. V ní také přijal mnišský postřih se jménem Pachomij (Pachómios) a byl vysvěcen na kněze. Řadu let pak působil jako duchovní správce pravoslavné církevní obce v Táboře. Dále také rozvíjel své nadání pro jazyky, které se u něj projevovalo již od dětství. Věnoval se religionistice a pedagogicky působil na Husitské teologické fakultě v Praze, na Univerzitě Pardubice a na Vyšší odborné škole publicistiky v Praze. Též vyučoval na olomouckém detašovaném pracovišti Pravoslavné bohoslovecké fakulty v Prešově. Vědecky se zabýval judaistikou, islamistikou a fenomenologií náboženství. V rámci pražské pravoslavné eparchie byl členem eparchiálního duchovního soudu. 
V roce 2002 o něm studenti Vyšší odborné školy publicistiky v Praze, Tereza Frcalová a Petr Laštovka, natočili absolventský film s prostým názvem Roman Paďouk – portrét. Paďouk také spolu se zakladatelkou VOŠ publicistiky, Květoslavou Neradovou a novinářkou Ivanou Denčevovou tvořil na Českém rozhlase 6 pořad Kořeny, v němž se věnovali monoteistickým náboženstvím.
Řadu let trpěl vážnou formou Parkinsonovy choroby. Většinu svého duchovenského života byl v hodnosti jeromonacha. Nedlouho před smrtí byl povýšen do hodnosti igumena a přijal velkou schimu. Zemřel 25. července 2015 a pohřben byl v pravoslavné části pražských Olšanských hřbitovů v blízkosti chrámu Zesnutí přesvaté Bohorodice.

## Zajímavost
- Mnozí studenti Vyšší odborné školy publicistiky si Romana Paďouka pamatují jako vzdělaného a vtipného učitele, který při poslechu písniček Michala Davida rád napodoboval Davidovu hru na klávesy.